# Bruno Antoniazzi
Bruno Antoniazzi (Chions, 2 gennaio 1956) è un ex calciatore italiano, di ruolo terzino.

## Carriera
Cresce nella SPAL, prima di passare al Pordenone dove gioca da titolare una stagione in Serie D.
Nel 1977 si trasferisce al Verona, disputando il 31 dicembre una partita in Serie A, precisamente Verona-Roma finita 0-0. Nella stagione seguente scende in campo in altre 11 occasioni in massima serie, segnando il 1º aprile 1979 il suo unico gol in massima serie, realizzando all'85' la rete del provvisorio 1-0 in casa contro la Lazio, gara poi terminata 2-0. Rimane all'Hellas anche dopo la retrocessione dei veronesi in Serie B.
Successivamente milita nel Giulianova, partecipante al campionato di Serie C, e poi torna al Pordenone, dove conclude la carriera da giocatore.
In seguito diventa allenatore. Dal gennaio 2010 fino a giugno 2012 allena la squadra S.A.P. Ramuscellese in Terza Categoria girone A del Friuli Venezia Giulia. Da agosto 2012 allena la squadra G.S.D. Vallenoncello in Prima Categoria girone A del Friuli Venezia Giulia.